# Carl Schmidt (Porzellanmaler)
Carl Schmidt (* 1791 in Saalfeld, Reichsstadt Mühlhausen; † 1874 in Bamberg, Königreich Bayern) war ein deutscher Porzellanmaler und Unternehmer.

## Leben

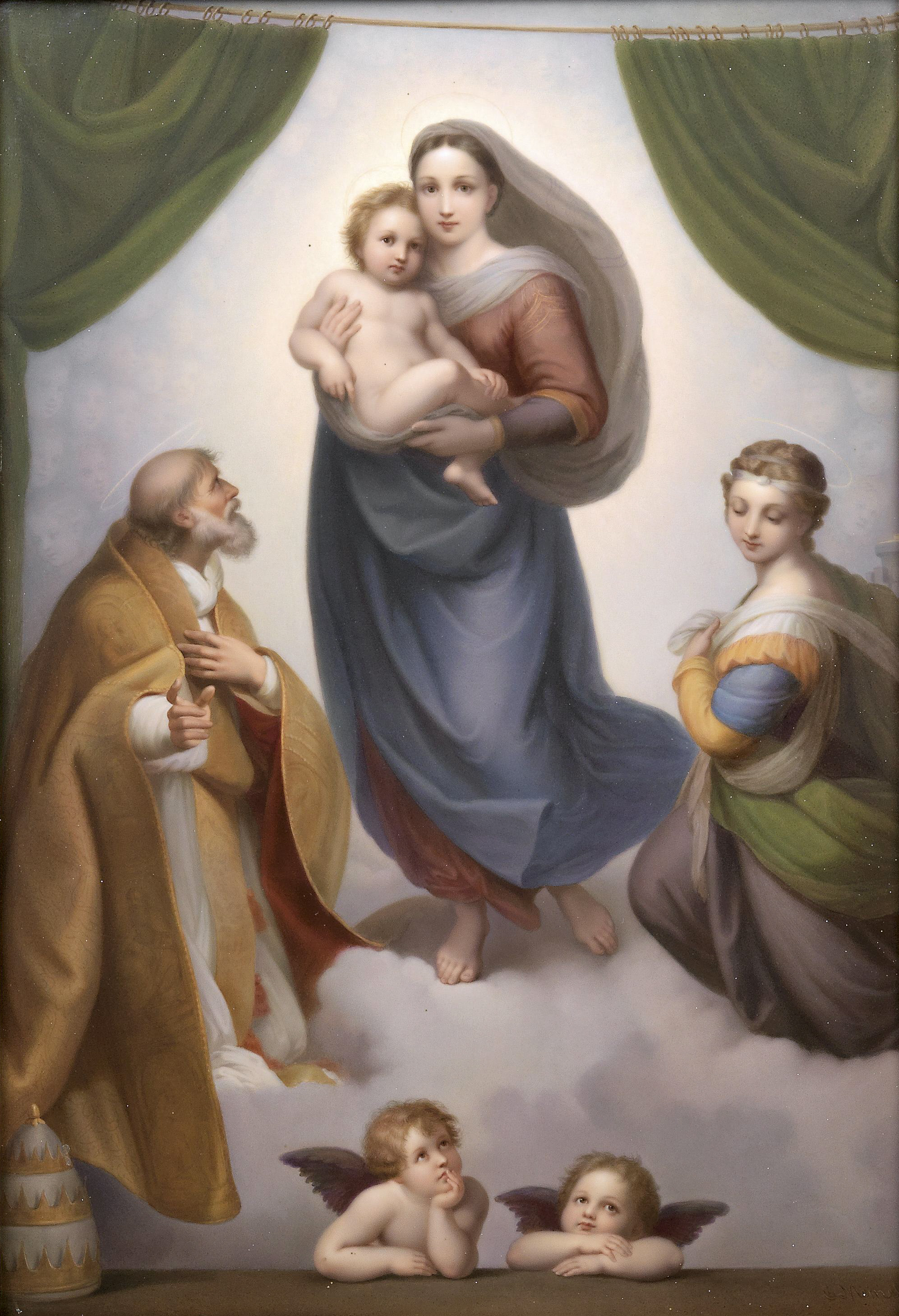
Sixtinische Madonna, Porzellanplatten-Malerei von Carl Meinelt auf KPM-Weißware, um 1860

Schmidt unternahm 1811 eine Wanderschaft, auf der er in Werkstätten in Würzburg, Ludwigsburg und Bruckberg die Porzellanmalerei erlernte. 1814 bemalte er Pfeifenköpfe und verkauft sie vor allem in Universitätsstädten. 1818 gründete er in Coburg eine Porzellanmalerwerkstatt, in der er bald Angestellte beschäftigte, welche er in einer angegliederten Mal- und Zeichenschule ausbildete.
1833 verlegte er sein Unternehmen, das Schmidt’sche Porzellan- und Malinstitut, nach Bamberg, nachdem 1832 zwei seiner Angestellten bei Unruhen in Rheinbayern verhaftet worden waren. Der neue Standort bot die Möglichkeit, Gemälde aus der nahe gelegenen Galerie von Schloss Pommersfelden zu kopieren. Seine Weißware (unbemaltes Porzellan) bezog sein Unternehmen aus Berlin (KPM) und von Porzellanherstellern der Umgebung Bambergs. Von seinen unmittelbaren Konkurrenten in Bamberg konnte sich Schmidts Unternehmen qualitativ deutlich abheben. 1861 ließ er einen Bau am Jakobsplatz 13 errichten, 1872 noch ein Brennhaus. Das Unternehmen wurde nach Schmidts Tod bis etwa 1914 fortgeführt.
Zu Schmidts Kunden zählten Ludwig I. von Bayern, Victoria von Großbritannien und Irland (auf Anraten ihres Prinzgemahls Albert von Sachsen-Coburg und Gotha) sowie Wilhelm I. von Württemberg. Zu Schmidts Schülern und Beschäftigten gehörten Hans Kundmüller, Carl Meinelt, Ludwig Sturm und  Otto Wustlich.